# Кюлли
Кюлли́ (фр. Cully) — коммуна во Франции, находится в регионе Нижняя Нормандия. Департамент коммуны — Кальвадос. Входит в состав кантона Крёлли. Округ коммуны — Кан.
Код INSEE коммуны — 14212.

## Население
Население коммуны на 2010 год составляло 165 человек.
| 1962 | 1968 | 1975 | 1982 | 1990 | 1999 | 2010 |
| ---- | ---- | ---- | ---- | ---- | ---- | ---- |
| 150  | 140  | 141  | 170  | 181  | 172  | 165  |

## Экономика
В 2010 году среди 108 человек трудоспособного возраста (15—64 лет) 76 были экономически активными, 32 — неактивными (показатель активности — 70,4 %, в 1999 году было 65,8 %). Из 76 активных жителей работали 70 человек (37 мужчин и 33 женщины), безработных было 6 (4 мужчины и 2 женщины). Среди 32 неактивных 13 человек были учениками или студентами, 9 — пенсионерами, 10 были неактивными по другим причинам.